# Zibiška vas
Zibiška vas este o localitate din comuna Šmarje pri Jelšah, Slovenia, cu o populație de 81 de locuitori.